# هدر کوک
هدر کوک (انگلیسی: Heather Cooke؛ زادهٔ ۲۵ دسامبر ۱۹۸۸) بازیکن فوتبال اهل ایالات متحده آمریکا است.
از باشگاه‌هایی که در آن بازی کرده‌است می‌توان به واشینگتن اسپیریت اشاره کرد.
وی همچنین در تیم ملی فوتبال زنان فیلیپین بازی کرده‌است.